# Dolyns'ke (Raión de Reni)
Dolynske (ucraniano: Долинське; hasta 1948: Anadol) es un pueblo (selo) en el raión de Izmail en la óblast de Odesa en el suroeste de Ucrania.

## Historia
Anadol era parte de la región, desde sus inicios históricos, de Bugeac (sur de Besarabia) del Principado de Moldavia.
El Tratado de Paz de Bucarest, firmado en mayo de 1812, entre el Imperio Ruso y el Imperio Otomano al final de la Guerra Ruso-Turca (1806–1812), decía que Rusia ocuparía el territorio del este de Moldavia entre el Dniéster y el Prut, llamado generalmente Besarabia (1813) y transformarla en una provincia dividida en diez distritos (Hotin, Soroca, Balti, Orhei, Lapusna, Bender, Cahul, Bolgrad, Chilia y Belgorod).
En el siglo XIX, según el censo realizado por las autoridades zaristas en 1817, Anadol pertenecía al Distrito Prut Ismail.
Tras el Tratado de París de 1856, que concluyó la Guerra de Crimea (1853–1856), Rusia retrocedió a Moldavia una franja de tierra al suroeste de Besarabia (conocida como Cahul, Bolgrad e Ismail). Después de las pérdidas territoriales, Rusia no tenía acceso al Danubio. Después de la Unión de Moldavia y Valaquia en 1859, este territorio entró en la composición del nuevo Estado de Rumania (hasta 1866 llamado Principados Unidos de Valaquia y Moldavia). Tras el Tratado de Paz de Berlín en 1878, Rumania se vio obligada a ceder el territorio a Rusia.
Después de la unión de Besarabia a Rumania el 27 de marzo de 1918, Anadol fue anexado al territorio de Rumania al distrito de Reni Ismail. Para entonces, la mayoría de la población era rumana. El censo de 1930 mostró que de los 1935 habitantes de la aldea eran 1670 rumanos (86,30 %), 199 búlgaros (10,28 %), 37 rusos (1,91 %), 25 romas (1,29 %) y 4 gagaúzes.
Tras el Pacto Molotov-Ribbentrop de 1939, Besarabia, Bucovina del norte y Herta fueron anexados a la Unión Soviética el 28 de junio de 1940. Después que Besarabia fue ocupada por los soviéticos Stalin la desmembró en tres partes. Así, el 2 de agosto de 1940, la República Socialista Soviética de Moldavia se formó, y el sur (condados rumanos de Ismail y Cetatea Albă) y norte (Condado Hotin) de Besarabia y el norte de Bucovina y Herta fueron reasignados a la RSS de Ucrania. El 7 de agosto de 1940, la región de Ismail fue creada, formada por los territorios del sur de Besarabia y fueron reasignados a la RSS de Ucrania.
Durante 1941–1944, todos los territorios anexados anteriormente por la URSS fueron reincorporados a Rumania. Luego, los tres territorios volvieron a ser ocupados por la URSS en 1944 y reincorporados a la RSS de Ucrania, bajo la organización territorial presentada después de la anexión por Stalin en 1940, cuando Besarabia fue dividida en tres partes.
En 1947, las autoridades soviéticas cambiaron el nombre oficial del pueblo por el nombre de Dolynske. En 1954, la región de Ismaíl fue suprimida, y las localidades se han incluido en el Óblast de Odesa.
Desde 1991, el pueblo es parte del distrito de Reni (Reniyskyi Raion) de la Ucrania independiente en el Óblast de Odesa. En la actualidad, el pueblo tiene 2705 habitantes, sobre todo moldavos (rumanos).